# سایکی ۱۶

سایکی ۱۶ (به انگلیسی: 16 Psyche) شانزدهمین سیارک کشف شده‌است که در ۱۷ مارس ۱۸۵۲ و در ناپل کشف شد.
این سیارک به دلیل داشتن مقادیر هنگفتی آهن و نیکل مورد توجه ناسا قرار دارد.
قدر مطلق سیارک برابر ۵٫۹۰ است.
اخترشناسان با توجه به چگالی و میزان تراکم این سیارک معتقدند که این سیارک، هستهٔ باقیماندهٔ سیاره‌ای باشد که در نهایت نتوانسته است شکل بگیرد. 

## اقدامات ناسا
ناسا قرار است یک مدارگرد ویژه را به منظور مطالعه سطح سایکی ۱۶ بفرستد. این مدارگرد طبق برنامه در اوت سال ۲۰۲۲ میلادی از مرکز فضایی کندی فلوریدا توسط فضاپیمای فالکون شرکت اسپیس‌اکس پرتاب خواهد شد و اگر همه‌چیز درست پیش‌ رود، این مدارگرد در ژانویه ۲۰۲۶ به نزدیکی سایکی۱۶ خواهد رسید و قرار است دستکم ۲۱ ماه به تحقیق و مطالعه روی سطح این سیارک بپردازد.